# Triple Lake
Der Triple Lake (englisch für Dreifachsee) ist ein unregelmäßig geformter  und dreifach segmentierter See an der Ingrid-Christensen-Küste des ostantarktischen Prinzessin-Elisabeth-Lands. Er liegt in nordost-südwestlicher Ausrichtung westlich des Shield Lake auf der Breidnes-Halbinsel in den Vestfoldbergen.
Der See gehört zu einer ganzen Reihe von Seen, die auf der Davis-Station tätige Biologen im Jahr 1974 untersuchten. Das Antarctic Names Committee of Australia gab ihm 1975 seinen deskriptiven Namen.